# Тіто Варнгольц
Тіто Варнгольц (нім. Tito Warnholtz, 17 лютого 1906 — 12 січня 1993) — німецький хокеїст на траві.
Срібний призер Олімпійських Ігор 1936 року.